# 新街 (彰化縣)
新街，是臺灣彰化縣芳苑鄉的一個傳統地域名稱，位於該鄉西南部。相較於今日行政區，其範圍大致為新街村不含北部。

## 歷史
台灣清治末期至日治初期，新街地區為一街庄，稱為「新街庄」，隸屬於深耕堡。該庄西北臨台灣海峽，北與番挖庄為鄰，東北與頂廍仔庄為鄰，東邊為路上厝庄，南邊為外五間藔庄、三塊厝庄。
1901年（日治明治三十四年）11月，全台廢縣廳改設二十廳，該庄隸屬於彰化廳。1903年（明治三十六年）6月，該庄編入「番挖區」，隸屬於彰化廳。1909年（明治四十二年）10月，合併二十廳為十二廳，番挖區改隸屬於臺中廳。1920年（大正九年），廢廳、支廳、區、街庄（舊制）改設州、郡、街庄（新制）、大字，該庄改制為「新街」大字，隸屬於臺中州北斗郡沙山庄。
戰後沙山庄改制為沙山鄉，隸屬於臺中縣，大字亦改制為村。1946年2月，沙山鄉改名為芳苑鄉。1950年10月，中、彰、投分治，芳苑鄉改隸屬彰化縣。

## 聚落
本地區發展較早的聚落有新街、新厝仔、過湖等，在日治期初期的官方地圖上已有記載。

## 交通
省道台17線（芳新路新街段）又稱「西部濱海公路」，是清水甲南至枋寮水底寮的幹道，大致以北北東—南南西走向經過本地區。由該道路向北北東可前往芳苑市區、福興、鹿港、線西等地，往南南西可前往大城西部、麥寮、台西、四湖等地。
鄉道彰155線是三塊厝至姑寮的道路，其北側端點位於本地區南部邊界地帶西側的省道台17線路口。由此向西北西轉南南西沿邊界而行，至路口轉東南東再轉南南西出境後可前往三塊厝南部邊界地帶並止於省道台17線另一路口。
鄉道彰156線（新上路）是新街至路上厝的道路，其西側端點位於本地區西部新街聚落中央偏東的省道台17線路口。由此向東南東蜿蜒而行，至本地區東部邊界轉南南西沿邊界線而行，至新厝聚落的新厝路路口轉東南東出境後，可前往路上厝並止於鄉道彰157線路口。

## 學校
- 新街國小